# Куров (Повјат пулавски)
Куров  (пољ. Kurów) је велико село у Пулавском повјату, Војводство Лублин. Налази се на реци Куровка. Насеље је постојало још у XII веку. Кроз ово село пролази европски пут E372 и регионални путеви бр.12 и бр. 17.